# Stelletta vestigium
Stelletta vestigium är en svampdjursart som beskrevs av Arthur Dendy 1905. Stelletta vestigium ingår i släktet Stelletta och familjen Ancorinidae.
Artens utbredningsområde är Sri Lanka. Inga underarter finns listade i Catalogue of Life.